# Мерфі Трой
Мерфі Трой (англ. Murphy Troy, нар. 31 травня 1989, Сент-Луїс, Міссурі, США) — американський волейболіст, бронзовий призер Олімпійських ігор 2016 року.

## Виступи на Олімпіадах
| Олімпіада           | Дисципліна | Місце |
| ------------------- | ---------- | ----- |
| Ріо-де-Жанейро 2016 | волейбол   | 3     |

## Зовнішні посилання
- Мерфі Трой — олімпійська статистика на сайті Sports-Reference.com (англ.) (архівна версія)

1. 1 2  Леґа Паллаволо Серія А — 1987.
2. ↑  Olympedia — 2006.